# Liste der Mitglieder des Consiglio Grande e Generale (12. Legislaturperiode)
Die Liste gibt einen Überblick über alle Abgeordneten des Consiglio Grande e Generale, der Legislative San Marinos, in der 12. Legislaturperiode von 1945 bis 1949.

## Zusammensetzung
Nach den Parlamentswahlen vom 11. März 1945 setzte sich der Consiglio Grande e Generale wie folgt zusammen.
| Mitglied des Consiglio Grande e Generale | Liste | Listenplatz | Kommentar                                     |
| ---------------------------------------- | ----- | ----------- | --------------------------------------------- |
| Francesco Balsimelli                     | UDS   | 06          |                                               |
| Marino Benedetto Belluzzi                | UDS   | 05          |                                               |
| Virgilio Benedettini                     | CdL   | 34          |                                               |
| Clemente Berti                           | UDS   | 03          |                                               |
| Federico Bigi                            | UDS   | 10          |                                               |
| Giocondo Capicchioni                     | CdL   | 09          |                                               |
| Marino Capicchioni                       | CdL   | 37          |                                               |
| Luigi Casadei                            | CdL   | 32          |                                               |
| Alfredo Casali                           | CdL   | 24          |                                               |
| Alvaro Casali                            | CdL   | 02          |                                               |
| Mariano Ceccoli                          | CdL   | 35          |                                               |
| Marino Ceccoli                           | CdL   | 39          |                                               |
| Lino Celli                               | CdL   | 04          |                                               |
| Domenico Colombari                       | CdL   | 11          |                                               |
| Marino Della Balda                       | CdL   | 23          |                                               |
| Giovanni Filippi                         | UDS   | 13          |                                               |
| Giuseppe Filippi                         | UDS   | 15          |                                               |
| Secondo Fiorini                          | CdL   | 22          |                                               |
| Domenico Forcellini                      | CdL   | 17          |                                               |
| Giuseppe Forcellini                      | CdL   | 20          |                                               |
| Manlio Foschi                            | CdL   | 25          |                                               |
| Giovanni Franciosi                       | UDS   | 09          |                                               |
| Nazzareno Gai                            | CdL   | 12          |                                               |
| Pio Galassi                              | CdL   | 15          |                                               |
| Ermenegildo Gasperoni                    | CdL   | 03          |                                               |
| Gino Giacomini                           | CdL   | 01          |                                               |
| Giordano Giacomini                       | CdL   | 30          |                                               |
| Vittorio Giancecchi                      | UDS   | 18          |                                               |
| Primo Grassi                             | CdL   | 28          |                                               |
| Domenico Lazzari                         | CdL   | 21          |                                               |
| Sante Lonfernini                         | UDS   | 02          |                                               |
| Teodoro Lonfernini                       | UDS   | 01          |                                               |
| Marino Maiani                            | CdL   | 33          |                                               |
| Feruccio Martelli                        | CdL   | 18          |                                               |
| Filippo Martelli                         | CdL   | 40          |                                               |
| Luigi Masi                               | UDS   | 07          |                                               |
| Vittorio Meloni                          | CdL   |             | 29. August 1945 Nachrücker für Luigi Molinari |
| Romano Michelotti                        | UDS   | 16          |                                               |
| Luigi Molinari                           | CdL   | 38          | bis 29. August 1945                           |
| Antonio Montanari                        | UDS   | 20          |                                               |
| Luigi Montironi                          | CdL   | 13          |                                               |
| Moro Morri                               | UDS   | 12          |                                               |
| Arnaldo Para                             | CdL   | 16          |                                               |
| Vincenzo Redini                          | CdL   | 07          |                                               |
| Serafino Pierino                         | CdL   | 31          |                                               |
| Domenico Ragini                          | CdL   | 27          |                                               |
| Alberto Reffi                            | CdL   | 26          |                                               |
| Carlo Reffi                              | UDS   | 17          |                                               |
| Giuseppe Renzi                           | CdL   | 08          |                                               |
| Marino Rossini                           | CdL   | 36          |                                               |
| Vittorio Rossini                         | CdL   | 14          |                                               |
| Giovanni Zaccaria Savoretti              | UDS   | 04          |                                               |
| Enea Suzzi Valli                         | UDS   | 08          |                                               |
| Leonida Suzzi Valli                      | UDS   | 11          |                                               |
| Giovanni Terenzi                         | CdL   | 19          |                                               |
| Vincenzo Terenzi                         | UDS   | 14          |                                               |
| Domenico Tomassoni                       | CdL   | 29          |                                               |
| Elso Valentini                           | CdL   | 06          |                                               |
| Vittorio Valentini                       | CdL   | 10          |                                               |
| Gaetano Venturini                        | UDS   | 19          |                                               |
| Luigi Zafferani                          | CdL   | 05          |                                               |

## Abkürzungen
- CdL: Comitato della Libertà
- UDS: Unione Democratica Sammarinese